# John McGuffin
John McGuffin (1942-2002) était un anarchiste d'Irlande du Nord qui s'est beaucoup impliqué dans la People's Democracy au début des Troubles dans les années 1970.

## Biographie
McGuffin est né en 1942 dans une famille presbytérienne de classe moyenne. Son oncle Samuel McGuffin a été député travailliste unioniste de Belfast Shankill de 1917 à 1921, puis de Belfast North de 1921 à 1925. Dans sa jeunesse, John McGuffin a fréquenté le Campbell College de Belfast, puis l'Université Queen's de Belfast, où il a obtenu un diplôme d'histoire et de psychologie. McGuffin occupe ensuite un poste de professeur au Belfast Technical College.
Alors qu'il fréquente encore l'université Queen's, McGuffin devient une figure importante de People's Democracy, l'une des principales organisations impliquées dans le mouvement pour les droits civiques en Irlande du Nord. En tant que membre de People's Democracy, il participe à une marche de Belfast à Derry qui est interrompue par l'incident de Burntollet Bridge, au cours duquel 300 contre-manifestants (dont 100 membres de l'Ulster Special Constabulary qui n'étaient pas en service) attaquent les marcheurs, un événement qui entraîne des émeutes immédiates à Derry et constitue un précurseur de la bataille du Bogside. C'est à cette époque que McGuffin est l'un des membres fondateurs du Belfast Anarchist Group.
Dans le cadre de l'opération Demetrius, le 9 août 1971, McGuffin est arrêté par les autorités britanniques et interné jusqu'au 14 septembre 1971. Après sa libération, il a commencé à soutenir le Mouvement de résistance du Nord, un rival républicain irlandais de l'Association nord-irlandaise pour les droits civiques, une organisation non partisane. D'une manière générale, l'internement de McGuffin l'a fait évoluer vers un point de vue nationaliste irlandais. Néanmoins, McGuffin a dénoncé l'IRA provisoire pour le Bloody Friday (1972), au cours duquel neuf personnes ont été tuées et 130 blessées dans une série d'attentats à la bombe dans le centre-ville, en écrivant : "Vingt-deux bombes au cœur d'une ville bondée, en plein jour, ne peuvent que tuer des gens, quels que soient les avertissements donnés, et l'IRA provisoire doit porter l'entière responsabilité de ces meurtres". L'emprisonnement de McGuffin l'a également amené à écrire deux livres sur le sujet de l'emprisonnement : Internment (1973) et The Guinea Pigs (1974). De 1974 à 1981, McGuffin a écrit pour An Phoblacht sous le pseudonyme de "the Brigadier", dans une rubrique qui satirisait l'armée britannique et sa vision de l'Irlande du Nord.
Au milieu des années 70, McGuffin a fait partie d'un comité international chargé d'enquêter sur la mort en détention de membres de la Fraction armée rouge en Allemagne de l'Ouest. En 1978, il écrit un autre livre, In Praise of Poteen, dans lequel il loue le "talent et l'esprit anti-autoritaire" des fabricants de poteen.
Dans les années 1980, McGuffin a quitté l'Irlande du Nord et a émigré à San Francisco, aux États-Unis. Il y a travaillé comme avocat spécialisé dans la défense pénale et les droits de l'homme pendant 15 ans.
En 2012, le Free Derry Corner a été peint avec un motif anarchiste pour commémorer le 10e anniversaire de sa mort.